# Eublemma delicata
Eublemma delicata là một loài bướm đêm trong họ Erebidae.